# Minamikawachi-gun

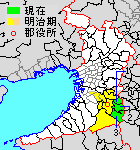
Meiji-Zeitliche Ausdehnung des Minami-Kawachi-gun (gelb & grün) in Osaka-fu (weiß) mit Gemeindegrenzen des 21. Jahrhunderts (schwarz), heute verbliebener Rest von Minami-Kawachi grün

Minami-Kawachi („Süd-Kawachi“, japanisch 南河内郡 Minami-Kawachi-gun) ist seit 1896 ein Kreis (-gun) der japanischen Präfektur (-fu) Osaka. Er besteht heute noch aus drei Gemeinden, den Städten (-chō) Taishi und Kanan und dem Dorf  (-mura) Chihaya-Akasaka. Nach der Volkszählung 2020 hatte er damit 33.615 Einwohner auf einer Fläche von 76 km².
Minami-Kawachi entstand im Zuge der Umsetzung der Kreisordnung (gunsei) von 1890, als in Osaka 1896 alle vorherigen Kreise aus der antiken Provinz Kawachi zu den Kreisen Nord- (Kita-), Mittel- (Naka-) und Süd-Kawachi fusioniert wurden. Minami-Kawachi vereinigte dabei Ishikawa, Nishigori, Yakami, Furuichi, Asukabe, Tannan und einen Teil von Shiki. Zu diesem Zeitpunkt umfasste der Kreis 49 Gemeinden, anfangs sämtlich Dörfer. Die Kreisverwaltung bis zur Auflösung in den 1920er Jahren befand sich im Dorf Tondabayashi, das noch im Jahr 1896 zur Stadt erhoben wurde. Nach der Großen Shōwa-Gebietsreform der 1950er Jahre waren 1960 noch sieben Gemeinden übrig. Auf seinen heutigen Umfang wurde der Kreis 2005 reduziert. Das ursprüngliche Gebiet von Minami-Kawachi umfasste die heutigen kreisfreien Städte (-shi) Tondabayashi, Kawachi-Nagano, Habikino, Fujiidera, Ōsaka-Sayama, die Bezirke (-ku) Higashi, Mihara und teilweise Sakai der designierten Großstadt Sakai sowie Teile der Städte Yao, Matsubara und Kashiwara.